# محمد الطود

محمد الطود (وسط الصورة) رفقة جوقه.
محمد الطود (1928 - 2007) كان قائد جوق مغربيا وفنانا في الموسيقى الأندلسية. ومنشد ومن حفاظ ومستظهري إنشادات ومستعملات طبوع الموسيقى الأندلسية المغربية، وواحدا من الرواة الذين وضعوا وأسسوا وساهموا في تواتر وتطوير هذا الفن إلى جانب كل من مولاي أحمد الوكيلي وعبد الكريم الرايس ومحمد العربي التمسماني وغيرهم.

## حياته
ولد محمد بن عبد السلام الطود بمدينة القصر الكبير شمال المغرب سنة 1928 من أسرة محافظة حيث كان والده حافظا للقرآن الكريم، وعلًمه فن التجويد. التحق بالكتاب وبالمعهد الديني حيث تلقى تعليما دينيا كما اهتم بالأمداح والسماع وطرب الموسيقى الأنداسية.
التحق سنة 1951 بإذاعة الرباط حيث كان يجود القرآن ربع ساعة في اليوم ثم اختاره محمد امبيركو الذي كان يرأس آنذاك الجوق الأندلسي ليكون منشدا ضمن الجوق. سنة 1953 حين أسندت رئاسة هذا الجوق إلى مولاي أحمد الوكيلي، بدأ محمد الطود يكون نفسه، وتعلم من شيخ معلمي الرباط محمد السبيع ما نقصه من معارف.
سنة 1989 بعد وفاة شيخه وأستاذه مولاي أحمد الوكيلي، تولٌى محمد الطود رئاسة الجوق الأندلسي للإذاعة الوطنية. مابين ماي 1989 وفبراير 1992، ساهم محمد الطود في مشروع «أنطلوجية الآلة» التوثيقي الذي أنجزته وزارة الثقافة بالتعاون مع دار ثقافات العالم بباريس، والذي شاركت فيه خمس فرق وطنية كبرى, حيث وثق في هذا الإطار نوبتي العشاق ورصد الذيل بكل مستعملاتهما محافظا على الطريقة الأكاديمية لمدرسة أستاذه مولاي أحمد الوكيلي غناء وعزفا.
كان محمد الطود متزوجا من الفنانة المغربية العالية مجاهد. اعتزل محمد الطود الموسيقى سنة 1998، وتوفي يوم 7 نوفمبر 2007 بمدينة سلا حيث كان يقيم، ودفن فيها بمقبرة باب معلقة.